# Petrusville
Petrusville - miasto w Republice Południowej Afryki, położone w prowincji Przylądkowej Północnej, w dystrykcie Pixley Ka Seme, w gminie Renosterberg, której jest siedzibą administracyjną.